# Archibald Leitch
Archibald "Archie" Leitch (Glasgow, 27 de Abril de 1865 – 25 de Abril de 1939) foi um arquiteto escocês, conhecido por projetar estádios de futebol pelo Reino Unido e República da Irlanda.

## Principais trabalhos
- Anfield, Liverpool
- Celtic Park, Glasgow
- Goodison Park, Liverpool
- Hampden Park, Glasgow
- Highbury, Londres
- Ibrox Stadium, Glasgow
- Old Trafford, Manchester
- Stamford Bridge, Londres
- Craven Cottage, Londres